# Eurodryas lye
Eurodryas lye är en fjärilsart som beskrevs av Johann Andreas Benignus Bergsträsser 1780. Eurodryas lye ingår i släktet Eurodryas och familjen praktfjärilar. Inga underarter finns listade i Catalogue of Life.